# Chironomus mendax
Chironomus mendax är en tvåvingeart som beskrevs av Storå 1937. Chironomus mendax ingår i släktet Chironomus, och familjen fjädermyggor. Arten är reproducerande i Sverige.